# Pigebørn (film fra 1949)
 For alternative betydninger, se Pigebørn. (Se også artikler, som begynder med Pigebørn)
Pigebørn (originaltitel Little Women er en amerikansk film fra 1949 instrueret af Mervyn LeRoy. Den er med manuskript og musik direkte hentet fra den tidligere version fra 1933 med Katharine Hepburn. Den er baseret på Louisa May Alcotts Louisa May Alcotts to-binds roman Little Women fra 1868-69. Manuskriptet blev skrevet af Sally Benson, Victor Heerman, Sarah Y. Mason og Andrew Solt. Det originale musikscore blev komponeret af Adolph Deutsch og Max Steiner. Filmen markerede også den italienske skuespiller Rossano Brazzis amerikanske filmdebut. Sir C. Aubrey Smith, hvis skuespillerkarriere havde strakt sig over fire årtier, døde i 1948; Little Women var hans sidste film.